# المرقب (رغبة)
المرقب أو برج رغبة التاريخي هو بناء أثري يعود لأوائل القرن الثالث عشر الهجري، وبني في بلدة رغبة في إقليم المحمل التاريخي في منطقة الرياض حالياً، والبلدة تبعد قرابة 150 كيلو متراً عن مدينة الرياض، وتتبع إدارياً لمحافظة ثادق.

## البناء
بني المرقب على يد البنّاء إبراهيم بن سلامة على طراز العديد من المباني في وسط نجد. مدخل المرقب يوجد على جهة اليمين ويلتف إلى اليسار، وقطر البناء صغير ويبلغ أربع أمتارٍ ونصف، لكن ارتفاعه يصل إلى 25 متراً وله ست قصبات ذات شكل اسطواني يقل حجمها كلما زاد الارتفاع. بداخل المرقب يوجد سارية صخرية تعمل على سند الدرج وتدعم البناء. بني المرقب في الجهة الجنوبية الغربية من البلدة بحيث لا تصلها السيول إلا إذا اجتاحت البلدة بأكملها، كما كان هذا الموضع هو أهم مواضع المراقبة لعدم وجود الجبال والرمال فيه ولأنه طريق القوافل والمسافرين.
في البرج إحدى عشر فتحة تسمى «مزاغير» وتستخدم في التهوية ولإخراج رأس البنادق. السارية الموجودة في المنتصف مكونة من مجموعة من القطع الصخرية تسمى بالخرز، كما يبلغ عدد درجات السلم 73 درجة.

## تاريخ الترميم

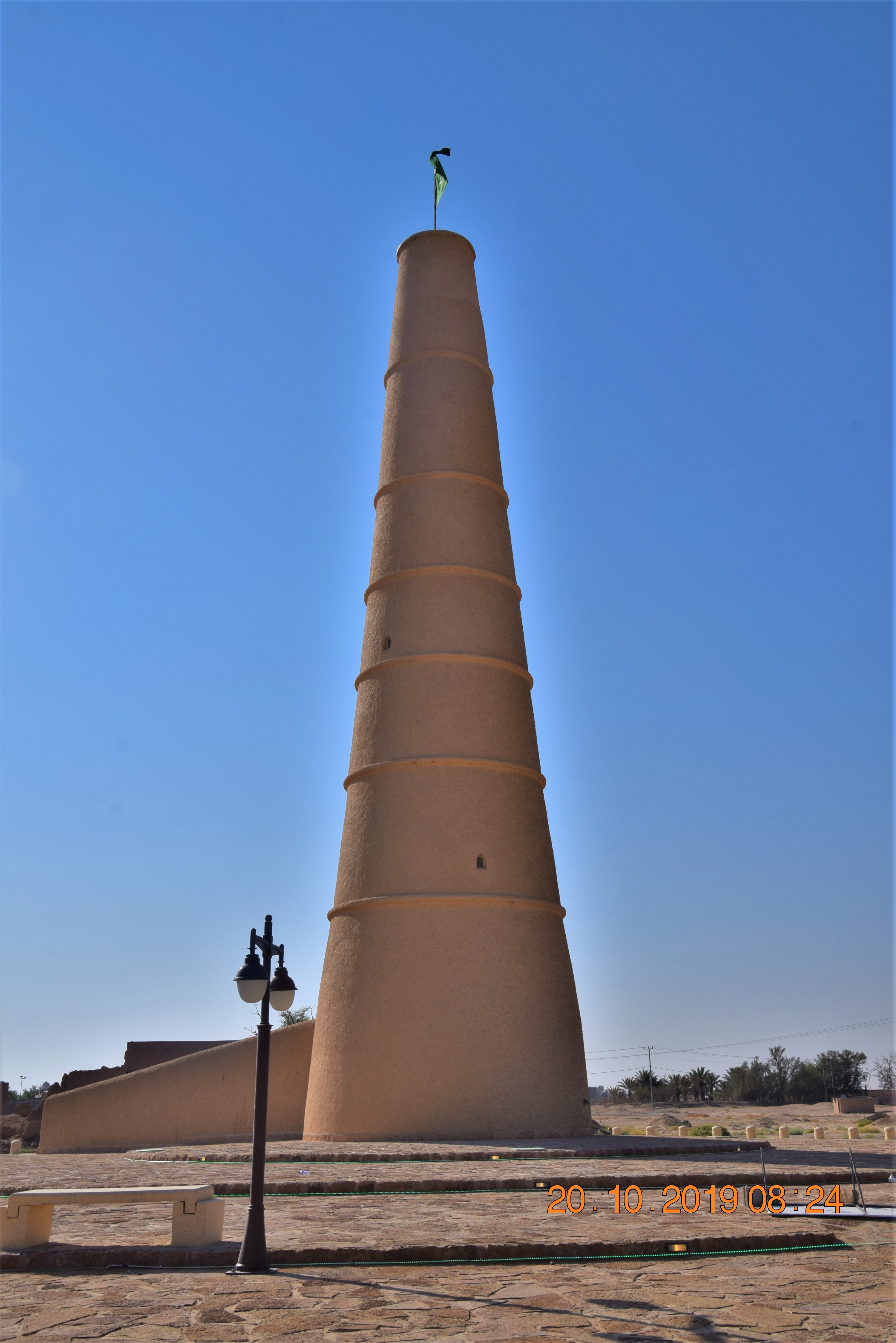

رمم المرقب عدة مرات سابقاً كانت الأولى بأمر من الملك سلمان حينما كان أميراً للرياض، وذلك أثناء زيارته للمحمل في سنة 1392 للهجرة ورمم بعد ذلك بسنتين في عهد الملك فيصل. أما الترميم الثاني فكان في سنة 1417 للهجرة في عهد الملك فهد حينما تكفلت اسرة العجلان من هذيل بترميمه وإنارته. كان المرقب قد هُجر بعد أن هجرت البلدة القديمة في سنة 1406 للهجرة إثر تعرضها لسيولٍ عارمة.

## التهدم وإعادة البناء
شهدت مدينة رغبة أمطاراً ورياحاً شديدة فجر الأحد من يوم 22 مارس 2015 الموافق 2 جمادى الثانية 1436 للهجرة تهدم على إثرها البرج. بعد تهدم البرج أطلق عدد من مواطني البلدة هاشتاغاً على تويتر بعنوان #واجبنا_نبني_مرقبنا. تفاعلت أسر البلدة والمرمّمُ السابق للبرج مع الهاشتاغ وتواصلوا مع الهيئة العامة للسياحة والتراث الوطني لإعادة تشييد المرقب.

## المراجع

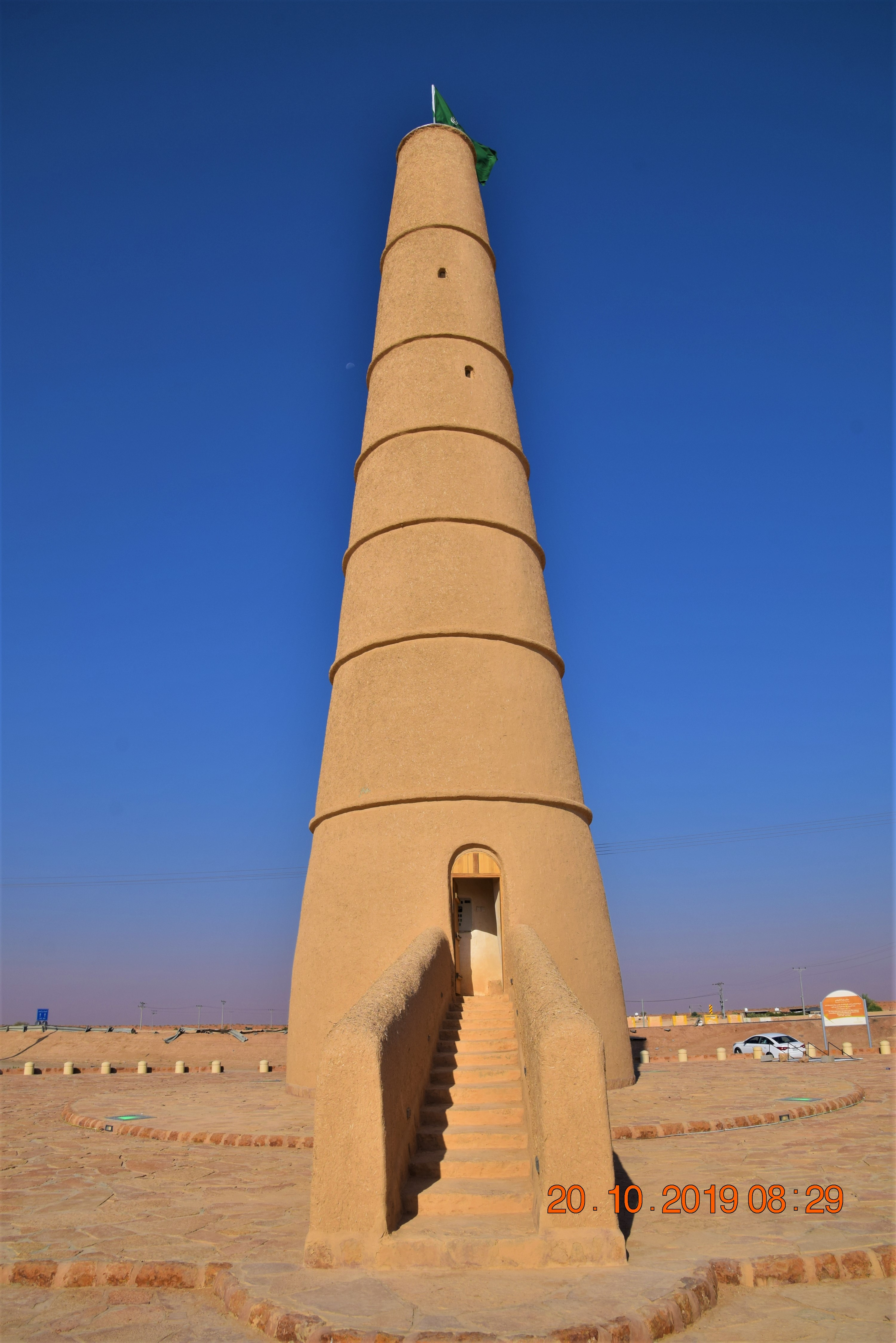